# Ettore Spalletti
Ettore Spalletti (* 26. Januar 1940 in Cappelle sul Tavo; † 11. Oktober 2019) war ein italienischer Maler und Bildhauer.

## Leben und Werk
Ettore Spalletti ist in Cappelle sul Tavo in der Provinz Pescara geboren. Er lebte und arbeitete dort. Spalletti arbeitete als Bildhauer mit Marmor, Holz und Metall.
Die Malereien von Ettore Spalletti sind dem Minimalismus zuzuordnen. Seine Farbpalette greift die des Spätmittelalters und der Renaissance, von Künstlern wie Fra Angelico und Piero della Francesca, auf. Oft positionierte er seine Malereien so im Raum, dass sie als dreidimensionale Arbeiten wahrgenommen werden. Ettore Spallettis malerisches Werk besticht durch Klarheit und Einfachheit.
1982 und 1992 war er an der Kasseler documenta beteiligt, 1982, 1993, 1995, 1997 an der venezianischen Biennale, dann 1991 im Musée d’art moderne de la Ville de Paris, 1993 im New Yorker Guggenheim, 1995 im Antwerpener Museum van Hedendaagse Kunst, 1998–99 im Straßburger Musée d’Art Moderne et Contemporain, 1999 im Neapolitaner Museo di Capodimonte und 2005 in der Henry Moore Foundation von Leeds. 2014 eröffnete er Werkschauen in Rom, Turin und Neapel.

## Ausstellungen (Auswahl)

### Einzelausstellungen
- 2014: Un giorno così bianco, così bianco MAXXI – Museo nazionale delle arti del XXI secolo, Rom (kuratiert von Anna Mattirolo)
- 2014:  Un giorno così bianco, così bianco Civic gallery of modern and contemporary arts (GAM), Turin (kuratiert von Danilo Eccher)
- 2014: Un giorno così bianco, così bianco Museo d’Arte Contemporanea Donna Regina, Neapel (kuratiert von Andrea Viliani und Alessandro Rabottini)
- 2009: Museum Kurhaus Kleve, Kleve[3]
- 1993: Osmosis: Ettore Spalletti and Haim Steinbach Solomon R. Guggenheim Museum, New York City[4]
- 1983: Ettore Spalletti Museum Folkwang, Essen

### Gruppenausstellungen
- 1998: Arte italiana 1945 – 1995 National Museum of Art, Osaka, Osaka
- 2000: MoMA PS1, New York
- 1992: documenta 9, Kassel
- 1982, 1993, 1995, 1997: Biennale di Venezia, Venedig
- 1982: documenta 7, Kassel

## Auszeichnungen
- 2010 Terna Award für Zeitgenössische Kunst.[5]